# Monopoly Star Wars
Monopoly Star Wars (sous-titré CD-ROM Edition, parfois appelé Monopoly Star Wars Edition) est un jeu vidéo de type jeu de société développé par Artech Digital Entertainment et édité par Hasbro Interactive, sorti en 1997 sur Windows. Devant le succès de l'adaptation de Star Wars en jeu de plateau Monopoly, Hasbro décide d'adapter également son jeu à la franchise, cette fois-ci sur ordinateur, en jeu vidéo.
Lors de sa sortie, le jeu reçoit un accueil mitigé de la part de la presse spécialisée.
Une version PlayStation du jeu est annoncée, mais ne voit jamais le jour.

## Système de jeu
Les règles du Monopoly de base s'appliquent. Le joueur a la possibilité de jouer seul contre l'IA ou contre de vrais joueurs, sur la même machine ou en multijoueur. Les joueurs choisissent leur personnage parmi Luke Skywalker, Han Solo, la Princesse Leia, R2-D2, Chewbacca, Dark Vador, Boba Fett ou un Stormtrooper. Les personnages sont colorés et animés lors de leurs déplacements ou de leurs actions. Le plateau est représenté dans l'espace et la plupart des cases sont remplacées par des lieux et vaisseaux de la trilogie originale de films. Chaque arrivée sur une case "lieu" déclenche une petite cinématique avec une scène de l'un des films. La partie est narrée par C-3PO, qui joue aussi le rôle de la banque. Anthony Daniels interprète C-3PO en version originale tandis que Roger Carel reprend le rôle en version française.

## Accueil
- AllGame : 3,5/5[5]
- GameSpot : 6,1/10[6]
- Computer Gaming World : 2/5[7]
- Gen4
- Computer and Video Games 2/5[8]
- PC Player 9/20
- PC Zone : 45 %[9]